# شهرستان الوضیع
ناحیهٔ الوضیع (به عربی: مدیریة الوضیع) یک ناحیه در یمن است که در استان ابین واقع شده‌است.

## خصوصیات
ناحیهٔ الوضیع ۲۳٬۴۰۰ نفر جمعیت دارد.